# 吸血鬼 (DECO*27歌曲)
〈吸血鬼〉（日语： Vanpaia）是日本Vocalo-P DECO*27的歌曲，收录于DECO*27的第八张录音室专辑《MANNEQUIN》。此曲的主唱是使用初音未来合成，音乐视频于2021年3月9日公开，同时作为单曲发行。

## 背景
在日本歌词搜索网站UtaTen的访谈中，DECO*27提到此曲是在受到Three和Syudou的影响下以新人挑战的心态来创作。DECO*27从自己的记事本中拾出两年前随手写下的一句「我是吸血鬼」（あたしヴァンパイア）作为新曲寂段的歌词，并且决定「吸血鬼」（ヴァンパイア）为新曲标题，这样简单明了，然后创作出旋律再继而创作出完整的歌词。

## 创作
此曲时长2分58秒，每分钟164拍，人声范围是从mid2B（B3）到hiG♯（G♯5）。此曲是由DECO*27创作，Rockwell编曲，主唱是使用Vocaloid歌声库《初音未来》合成。此曲的歌词表达了一名女子像渴望血的吸血鬼一样迫切地向迷恋之人示爱，并且希望对方像不死的吸血鬼一样能和自己长相厮守。

## 音乐视频
此曲的音乐视频公开于2021年3月9日，视频动画是由DECO*27的工作室Otoiro制作，导演是日本动画师NNNuventus（ぬヴェントス），人物插图由工作室插画师八三（八三）绘制，艺术总监是工作室插画师DMYM。视频是附带歌词的动画风格，视频的主人公是被二次创作成吸血鬼的初音未来，她的后颈上贴着掩盖咬痕的创可贴，她拉下口罩露出她的小獠牙。主人公之所以被设计戴着口罩是结合了当下的社会防疫情况。

## 商业表现
此曲在日本音乐社区服务Nana Music公布统计自2020年12月1日至2021年11月30日的年度排行榜「Sing of The Year 2021」中取得第4位。

## 排行榜
| 排行榜（2021年）                       | 最高排名 |
| -------------------------------------- | -------- |
| 日本下载歌曲（Billboard Japan）        | 88       |
| 日本YouTube UGC话题（Billboard Japan） | 2        |
| 排行榜（2022年）                       | 最高排名 |
| 日本YouTube UGC话题（Billboard Japan） | 1        |

| 排行榜（2021年）                       | 最高排名 |
| -------------------------------------- | -------- |
| 日本YouTube UGC话题（Billboard Japan） | 8        |

## 发行历史
| 地区 | 日期         | 格式          | 唱片公司 | 参考   |
| ---- | ------------ | ------------- | -------- | ------ |
| 世界 | 2021年3月9日 | 數位下載 串流 | Otoiro   | [ 10 ] |